# Sebastian Edathy
Sebastian Edathy właśc.  Sebastian Edathiparambil (ur. 5 września 1969 w Hanowerze) – niemiecki polityk SPD i deputowany do Bundestagu (1998-2014).

## Życiorys
Edathy urodził się w Hanowerze, jako syn Niemki i imigranta z Kerali w Indiach. Z wykształcenia jest socjologiem.
Należy do SPD. Pierwszy raz został wybrany posłem do Bundestagu w wyborach 1998 i ponownie w 2002, 2005, 2009 i 2013 roku. Był przewodniczącym Parlamentarnej Komisji Spraw Wewnętrznych. 
7 lutego 2014 złożył mandat poselski na krótko przed opublikowaniem informacji o prowadzonym w stosunku do niego postępowaniu w związku z podejrzeniem o posiadanie materiałów zawierających pornografię dziecięcą. Sprawa wywołała tzw. „aferę Edathy’ego”. W marcu 2015 sąd w Verden zasądził karę grzywny w wysokości 5000 euro.